# Calutron

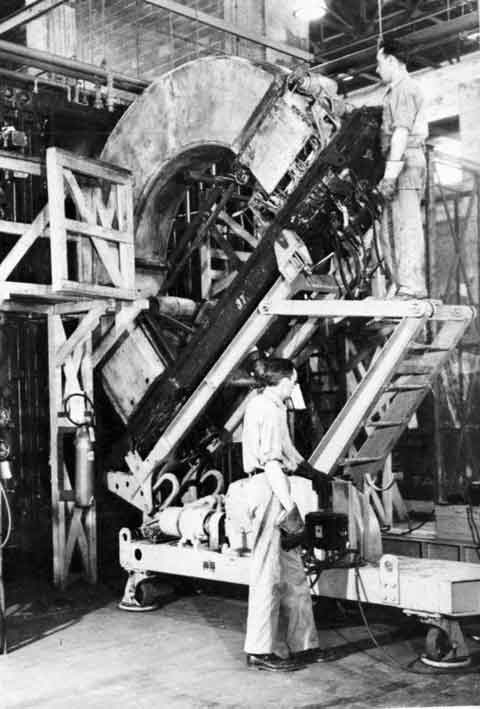
Um tanque de alfa calutron removido do ímã para a recuperação do urânio-235.

Calutron é um equipamento que serve como espectrômetro de massa usado na separação de isótopos de urânio. Foi desenvolvido por Ernest Lawrence durante o Projeto Manhattan e era semelhante ao cíclotron também inventado por ele. Seu nome é uma concatenação de Cal. U.-tron, em homenagem à Universidade da Califórnia, a instituição de Lawrence e o contratante do laboratório de Los Alamos. Eles implementaram o enriquecimento de urânio à escala industrial na fábrica Y-12 em Oak Ridge estabelecida durante a guerra e forneceu a maior parte do urânio usado para a arma nuclear "Little Boy", que foi lançada sobre Hiroshima em 1945.
Em um espectrômetro de massa, uma amostra vaporizada é bombardeada com elétrons de alta energia, que causam os componentes da amostra para se tornar íons carregados positivamente. Eles são então acelerados por campos elétricos e subsequentemente desviados por campos magnéticos, em última análise, colidindo com um prato e produzindo uma corrente elétrica mensurável.
Devido à escassez de cobre durante a guerra, os eletroímãs foram feitos usando milhares de toneladas de prata emprestados pelo Tesouro dos Estados Unidos. Para tirar o máximo de proveito da grande quantidade de eletroímãs necessários, múltiplos calutrons foram dispostos em torno dele em um grande oval, chamado de pista de corrida por causa de sua forma.